# Solanum mauritianum
Solanum mauritianum es una especie de planta fanerógama perteneciente a la familia Solanaceae.

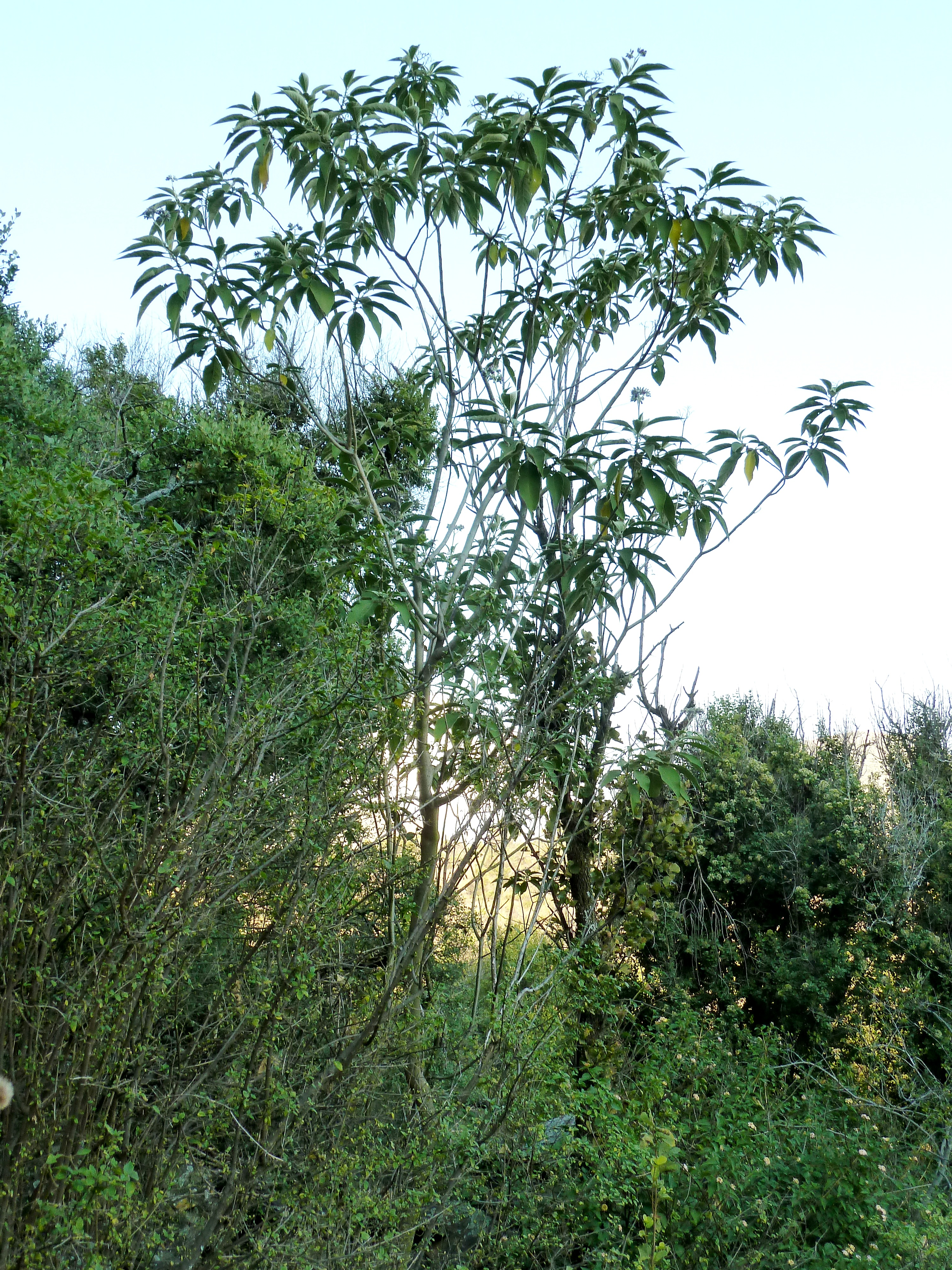
Vista de la planta

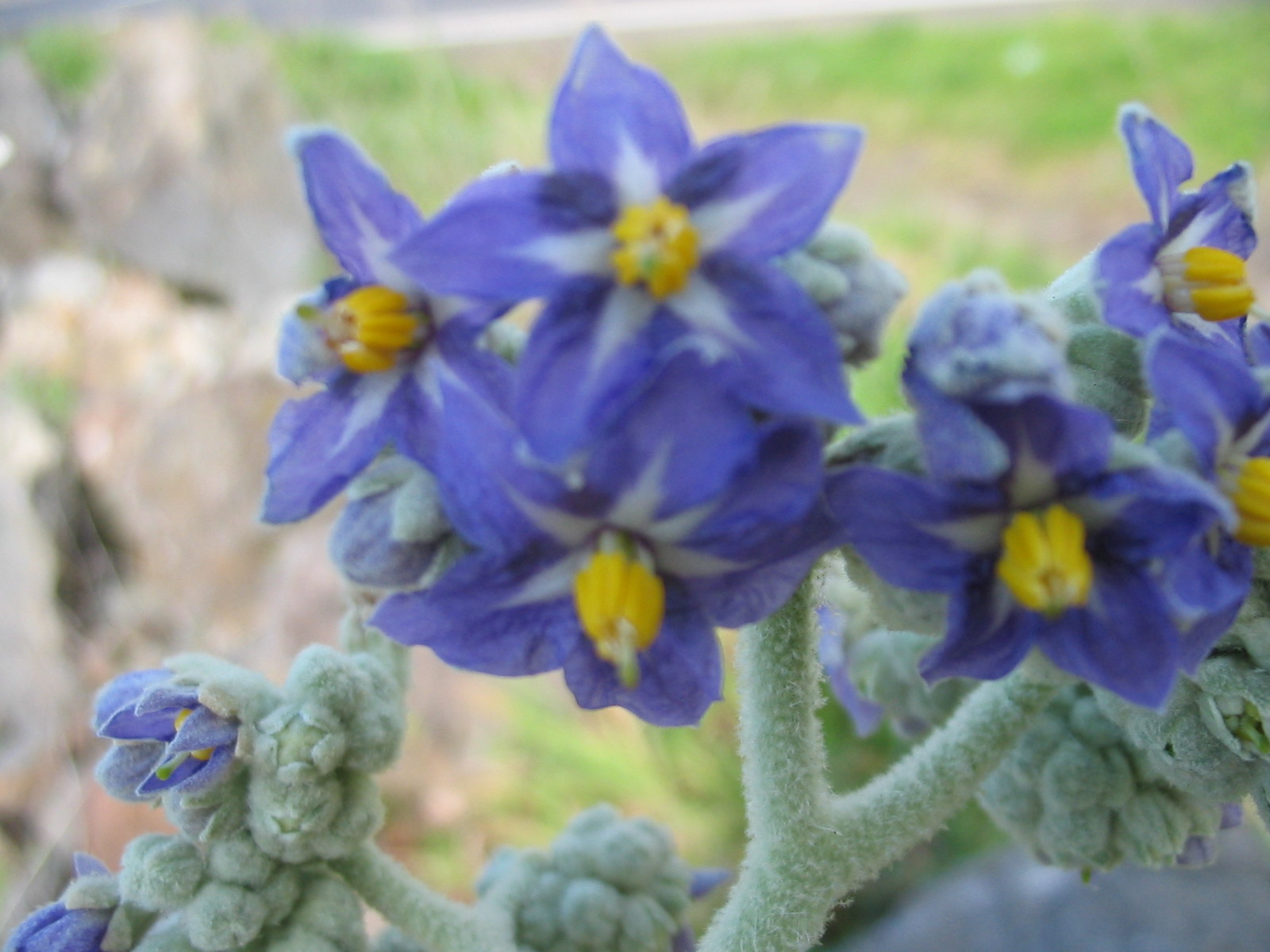
Flores

## Descripción
Esta planta es un arbusto o árbol pequeño natural de Suramérica que es invasora en otras partes del mundo como África y Australia. La planta tiene una vida de hasta 30 años y puede alcanzar los 10 metros de altura. Sus hojas son grandes, ovales y de color gris-verdoso que se cubren de pelusa. Su flor es púrpura con el centro amarillo. Tolera todo tipo de suelos y rápidamente prolifera alrededor de las plantaciones y márgenes de bosques.
Recibe el nombre común (entre otros) de Tabaquera del diablo o Fumo bravo.

## Ecología
En su hábitat es el alimento para la paloma verde oliva africana Columba arquatrix. LLegó a Nueva Zelanda en 1880 y desde entonces se la considera invasora, es venenosa y su manipulación puede causar irritación y náuseas. El polvo de la planta puede causar problemas respiratorios si se prolonga su inhalación. Debido a su carácter agresivo y su rápido crecimiento es ilegal en Nueva Zelanda su venta y distribución.
Su principal compuesto tóxico es una alcaloide, la solasodina.

## Taxonomía
Solanum mauritianum fue descrita por Giovanni Antonio Scopoli y publicado en Deliciae florae et faunae insubricae seu novae, aut minus cognitae species plantarum et animalium quas in Insubria austriaca tam spontaneas, quam exoticas vidit, descripsit, et aeri indici curavit Joannnes Antonius Scopoli. 3: 16, pl. 8. 1788.
Etimología
Solanum: nombre genérico que deriva del vocablo Latíno equivalente al Griego στρνχνος (strychnos) para designar el Solanum nigrum (la "Hierba mora") —y probablemente otras especies del género, incluida la berenjena— , ya empleado por Plinio el Viejo en su Historia naturalis (21, 177 y 27, 132) y, antes, por Aulus Cornelius Celsus en De Re Medica (II, 33). Podría ser relacionado con el Latín sol. -is, "el sol", debido a que la planta sería propia de sitios algo soleados.
mauritianum: epíteto latino que significa "dell norte de África".
Sinonimia
- Solanum tabacifolium Vell.
- Solanum verbascifolium var. auriculatum (Aiton) Kuntze	[7]